# Yahya Sinwar
Yahya Sinwar ou Sinouar (en arabe : يحيى السنوار), nom de guerre Abou Ibrahim (en arabe : ابو ابراهيم), né le 29 octobre 1962 dans le camp de réfugiés de Khan Younès – dans la bande de Gaza occupée par l’Égypte en 1962 – et mort le 16 octobre 2024 à Rafah, est un homme politique et terroriste indépendantiste et islamiste palestinien. 
Chef de la branche armée du Hamas, il succède au dirigeant du bureau politique, Ismaël Haniyeh, à la mort de celui-ci, le 6 août 2024.
Il rejoint le mouvement du Hamas en 1987, pendant la première Intifada contre l'occupation israélienne. Rapidement, il se hisse à la direction d'Al-Majd (« la gloire »), une unité de répression visant à punir les actes jugés immoraux ou de trahison en faveur d’Israël. 
Il organise également l'enlèvement et l'assassinat de deux soldats israéliens. Il est arrêté en 1989 et condamné à la perpétuité par la justice israélienne pour l'assassinat d'une douzaine de Palestiniens accusés de collaboration avec Israël. Durant son incarcération, il dénonce activement les conditions de détention des prisonniers palestiniens, organisant une grève de la faim avec 1 600 autres détenus,.
Il est libéré en 2011, après 22 ans dans les prisons israéliennes, dans le cadre d'un accord d'échange de prisonniers, où 1 027 prisonniers palestiniens sont échangés contre le soldat israélien Gilad Shalit, captif du Hamas depuis cinq ans. Il réintègre le Hamas et en est promu chef dans la bande de Gaza en 2017, qu'il dirige de facto, la direction politique vivant au Qatar.
Placé sur la liste américaine des « terroristes internationaux », il fait l'objet de multiples tentatives d'assassinat.
Il est considéré comme l'un des architectes des attaques du 7 octobre 2023 en Israël et, à ce titre, est accusé de crimes de guerre et crimes contre l’humanité. En août 2024, après l'assassinat d'Ismaël Haniyeh, il devient le chef du Hamas dont il est un des représentants de l'aile dure, par opposition à Ismaël Haniyeh, qui représentait une ligne considérée comme plus modérée,.
Il est tué le 16 octobre 2024 à Rafah par l'armée israélienne.

## Biographie

### Jeunesse et formation
Yahya Ibrahim Hassan Sinwar naît en 1962, dans le camp de réfugiés de Khan Younès, dans le sud de la bande de Gaza, où il passe ses premières années. Ses parents originaires d'Ashkelon sont des réfugiés déplacés durant la guerre israélo-arabe de 1948. Il est diplômé de l'école secondaire de garçons de Khan Younès, puis fréquente l'université islamique de Gaza où il obtient une licence en études arabes. 

### Activités subversives et condamnation
Sinwar est arrêté une première fois en 1982 pour des activités subversives et il passe plusieurs mois en prison, où il rencontre d'autres militants palestiniens, y compris Salah Shehadeh. Il se consacre à la cause palestinienne.
Il est arrêté de nouveau en 1985. À sa libération, il cofonde avec Rawhi Mushtaha (en), à la demande de cheikh Ahmed Yassine, le Munazzamat al Jihad w al-Dawa (MAJD ou Al-Majd), l'organisation de la sécurité qui vise à identifier les espions israéliens dans le mouvement palestinien, et qui, en 1987, devient la « police » du Hamas. Les « unités du djihad et de la prédication » qu'il dirige brûlent débits de boissons et stocks de revues pornographiques et sont aussi accusées de torturer et d'éliminer les traîtres,,,, ; il sévit également contre les citoyens accusés de posséder du contenu pornographique, d’avoir des relations homosexuelles ou extraconjugales.
En 1988, il est arrêté par le Shin Bet, soupçonné de l'exécution de douze « collaborateurs palestiniens ». Lors d'un interrogatoire en 1989, il reconnaît être l'auteur de plusieurs meurtres, mais ne regrette pas ses actes. Il considère que faire avouer et punir les collaborateurs est un « devoir »,. Il est reconnu coupable de quatre meurtres et condamné à trente ans de réclusion. Il contribue lui-même aux tortures et exécutions. Il est surnommé le « boucher de Khan Younès » par les autorités israéliennes,.

### Années en prison
Yahya Sinwar est emprisonné à Beer-Sheva, dans un complexe situé dans le Néguev. Il porte en prison le matricule 7333335.
En 2004, lors d'un entretien avec Yuval Bitton, le dentiste et médecin de la prison — qui deviendra plus tard officier du renseignement israélien dans les prisons —, il apparaît avoir des difficultés de mémoire, perd régulièrement connaissance et se plaint de douleurs dans la nuque. Le médecin soupçonne un accident vasculaire cérébral et envoie Sinwar à l'hôpital. Les médecins israéliens l'opèrent et lui extraient une tumeur au cerveau, qui aurait pu lui être fatale. Sinwar remercie le dentiste, expliquant qu'il « lui doit la vie » et ils nouent « une sorte de relation, des ennemis jurés qui faisaient néanmoins preuve d'un respect mutuel prudent », selon The New York Times. Ils passent beaucoup de temps ensemble, prennent le thé, discutent et s'analysent mutuellement. Cependant, contrairement aux autres prisonniers, Sinwar ne parle que du Hamas et du Coran lors de leurs entretiens, récitant la doctrine du mouvement. 
Yahya Sinwar passe sa période de convalescence à apprendre l'hébreu et lit l'actualité israélienne, cherchant à « mieux comprendre son ennemi ». Le prisonnier traduit des autobiographies de responsables des services secrets israéliens en arabe pour les transmettre au Hamas afin d'analyser leur stratégie de défense. Il obtient aussi un diplôme en histoire.
En 2006, il accorde une interview en hébreu au journaliste Yoram Binur (he) pour Aroutz 2. Les deux hommes discutent notamment de la possibilité pour le Hamas d'avoir une longue trêve (hudna) avec Israël et de participer aux élections israéliennes, ce à quoi Yahya Sinwar suggère que le Hamas est préparé, mais pas Israël. 
En raison de sa longue détention, il gagne le surnom de « général » parmi ses pairs ; il est désigné « émir », responsable de la prison et dirigeant du Hamas à l'intérieur de celle-ci, poste qu'il occupe en alternance avec son ancien frère d'armes Rawhi Mushtaha, inculpé en même temps que lui. Selon des rapports rédigés par les autorités israéliennes, Sinwar a la « capacité de transporter des foules » mais « garde des secrets même à l'intérieur de la prison. » Pendant sa captivité, l'Autorité nationale palestinienne verse à sa famille une pension mensuelle de douze mille shekels.
Durant ses années de prison, il tente de s'évader à plusieurs reprises, notamment en creusant le sol de sa cellule. Il parvient aussi à rester en contact avec l'extérieur depuis sa cellule, via l'usage de téléphones dissimulés ou par le biais de son avocat et des visites qu'il reçoit. Il est ainsi soupçonné d'avoir commandité des exécutions de prisonniers depuis la prison de Beer-Sheva.

### Libération

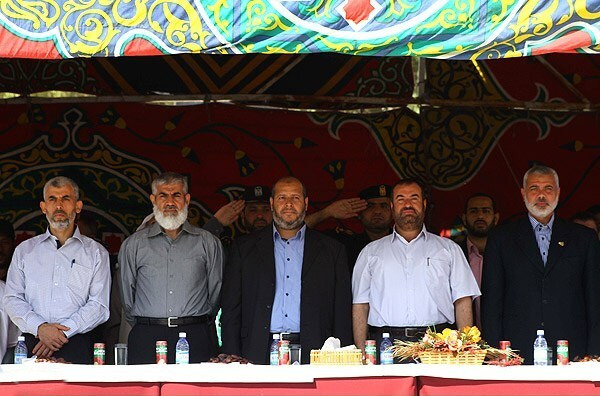
Yahya Sinwar (à gauche) lors d'un exercice de police en 2011.

Lors de sa détention, Sinwar encourage aussi ses hommes à tenter de capturer des Israéliens, sachant qu'ils pourraient les échanger contre des prisonniers palestiniens. 
En 2011, après vingt-deux années de détention, il fait partie des mille prisonniers relâchés par Israël en échange du caporal franco-israélien Gilad Shalit, capturé par le Hamas. Il est cependant mis à l'écart lors des négociations, les Israéliens craignant qu'il ne les fasse échouer. Le docteur Bitton tente de convaincre les autorités de ne pas le libérer, le considérant comme dangereux, mais il est finalement inclus dans l'accord, « n'ayant pas autant de sang juif sur les mains » que les autres détenus de haute valeur. Pour Yuval Bitton, qui estime qu'il faut « examiner les capacités du prisonnier à utiliser ses compétences contre Israël et pas seulement ce qu'il a fait – son potentiel », il s'agit d'une erreur. 
Sinwar est alors accueilli en héros à Gaza, défilant aux côtés d'Ismaël Haniyeh, et appelle aussitôt les brigades Izz al-Din al-Qassam à commettre d'autres enlèvements d'Israéliens pour obtenir d'autres libérations de prisonniers,.
En septembre 2015, il est déclaré « terroriste » par le gouvernement fédéral des États-Unis.

### Chef du Hamas à Gaza
En février 2017, Yahya Sinwar est élu à la tête du Hamas (ar) pour la bande de Gaza, et devient ainsi dirigeant de facto de la bande de Gaza,. Quelques mois après sa nomination, il déclare dans une interview à la chaîne Al Mayadeen : « Pour Gaza et les masses de Gaza, j'aimerais sortir des formalités. Et j'aimerais vraiment retirer cette veste qu'on m'a mise contre ma volonté pour des raisons politiques. »
Sous sa direction, la branche du Hamas de la bande de Gaza prend progressivement l’ascendant sur les dirigeants du mouvement installés à l’étranger.
À la tête de l'organisation, Yahya Sinwar impulse une stratégie fondée sur le développement de la branche militaire du Hamas - qui passe d'environ dix mille combattants dans les années 2000 à au moins trente mille au début des années 2020 - afin de rompre avec la posture strictement défensive observée par l'organisation depuis des années et reconnecter l’enclave de Gaza avec la lutte palestinienne dans les territoires occupés. Le Hamas augmente le nombre et la portée de ses roquettes, qu'il fabrique lui-même, agrandit et perfectionne son réseau de tunnels qui atteindrait 500 kilomètres dans l’enclave et fonde une cellule d’opérations commune avec les autres factions combattantes de Gaza.
Sur le plan politique, sa gouvernance autoritaire se conjugue avec une proximité avec les Gazaouis : « Il parlait aux jeunes, aux combattants, aux hommes d’affaires, à tout le monde. Malgré sa mainmise implacable, il était populaire. »

Dès le premier jour de la marche du retour, le 30 mars 2018, Sinwar se rend sur le lieu des manifestations et y annonce que des manifestations similaires se dérouleront chaque vendredi « jusqu'à ce que les Palestiniens reviennent sur ces terres dont ils ont été expulsés il y a soixante-dix ans » et « jusqu'à ce que la frontière disparaisse ». Le 10 mai, il annonce être prêt à mourir avec d'autres chefs du Hamas pour mettre fin au blocage de la frontière ; le lendemain, il déclare : 

« Quel est le problème si des centaines de milliers de personnes franchissent ces barbelés qui ne sont même pas une frontière reconnue ? Cette clôture, ce n'est pas une vache sacrée ou un tabou qu'on n'a pas le droit de toucher. »

Plus d'un mois après le début de la marche du retour, il accorde une interview à une journaliste italienne travaillant pour le quotidien israélien Yediot Aharonot dans laquelle il déclare : « Une nouvelle guerre n'est dans l'intérêt de personne, certainement pas dans notre intérêt. Qui voudrait se confronter à une puissance nucléaire avec seulement quatre frondes ? La guerre ne mène à rien. »
L'armée israélienne tente à plusieurs reprises de l'assassiner, notamment par des frappes aériennes en 2021, sans y parvenir.
En mars 2021, il est réélu pour un mandat de quatre ans à la tête du bureau politique du Hamas à Gaza.

### Guerre de Gaza
Il est supposé être à l'origine de l'attaque contre Israël du 7 octobre 2023 qui fait plus d’un millier de morts dont de nombreux civils. Le 28 octobre, au début des incursions de Tsahal dans Gaza, il se dit prêt à conclure « immédiatement » un échange des otages contre « tous les prisonniers » palestiniens incarcérés par Israël. Il est activement recherché par Israël.
Le 20 mai 2024, le procureur général de la Cour pénale internationale (CPI), Karim Khan, soumet une requête à la Cour pour la délivrance d'un mandat d'arrêt contre lui en raison de son rôle dans l'organisation des attaques du 7 octobre pour crimes de guerre et crimes contre l'humanité, en même temps que deux autres responsables du Hamas, Mohammed Deïf, commandant des brigades Izz al-Din al-Qassam, branche armée du Hamas, et Ismaël Haniyeh, chef du bureau politique du Hamas. Le Premier ministre d'Israël Benyamin Netanyahou et son ministre de la Défense Yoav Gallant sont aussi visés par la même requête pour les mêmes motifs, en raison des crimes de guerre et crimes contre l'humanité supposés commis par l'armée israélienne dans la bande de Gaza pendant la guerre à Gaza depuis 2023.
La correspondance entre Yahya Sinwar, caché dans les tunnels de Gaza pendant la guerre en cours depuis 2023, et d'autres dirigeants du Hamas, est révélée dans un article du Wall Street Journal de juin 2024. Il apparaît que Sinwar avait été « surpris par la brutalité de la branche armée du Hamas et d'autres Palestiniens, et par la facilité avec laquelle ils ont commis des atrocités civiles » lors de l'attaque du 7 octobre 2023, déplorant en particulier l'enlèvement de femmes et d'enfants. Il apparaît aussi qu'il n'avait pas anticipé une réponse d'une telle ampleur de la part d'Israël. L'objectif de Sinwar semble être, quitte à prolonger les souffrances des Gazaouis, d'obtenir un cessez-le-feu permanent qui permettrait au Hamas de déclarer une victoire historique en survivant à Israël et de revendiquer le leadership de la cause nationale palestinienne. Son jusqu'au-boutisme s'oppose à la ligne tracée par d'autres dirigeants du Hamas. Selon le journal américain, il exprime « un froid mépris pour la vie humaine » en considérant que « davantage de morts civiles palestiniennes joueraient en faveur du Hamas ». Yahya Sinwar justifie ces morts comme « des sacrifices nécessaires » semblables à ceux de centaines de milliers d'Algériens tués en luttant pour leur indépendance pendant la guerre d'Algérie.
Il est élu à l’unanimité par les instances dirigeantes du Hamas comme nouveau dirigeant de l'organisation le 6 août 2024, après l'assassinat d'Ismaël Haniyeh, ; Israël promet immédiatement de le tuer. Son nom a fait consensus parmi les représentants des instances exécutives du Hamas et du conseil de la choura, dispersés entre Gaza, la Cisjordanie, les prisons israéliennes et au sein de la diaspora palestinienne. Khaled Mechaal, ancien chef du Hamas de 2004 à 2017 et qui était pressenti pour le redevenir, s'est rallié à lui.

### Mort
Après le début de la guerre des médiateurs arabes lui proposent de l’exfiltrer en Égypte afin qu'il puisse négocier lui-même avec les Israéliens mais il décline la proposition, préférant rester dans la bande de Gaza. Le 16 octobre 2024, les forces israéliennes de la brigade Bislamach soupçonnent que des membres du Hamas se trouvent à l'intérieur d'un bâtiment de Rafah. Un char fait feu sur celui-ci et Sinwar, qui se trouvait à l'intérieur, est blessé par le tir. Après cela, il tente de jeter des cailloux et des bâtons sur un drone israélien qui le retrouve et le filme, visage couvert et blessé au bras. Il aurait ensuite été tué par le tir d'un char, ou d'une balle dans la tête. Le corps de Sinwar est retrouvé par des troupes d'infanterie le lendemain, avant d'être envoyé dans une morgue de Tel Aviv qui procèdera à une identification ADN.
Son frère Zakaria al Sinwar, professeur d’histoire à l’université de Gaza, est tué par l'armée israélienne avec ses trois enfants dans une frappe sur leur tente dans la nuit du 18 mai 2025.

## Positions politiques
Parfois décrit comme un « faucon », il est considéré comme faisant partie de l'aile dure du Hamas, convaincu que seule la lutte armée peut conduire l’État israélien à des concessions,,. Certains des dirigeants du Hamas se sont inquiétés, lors de son élection comme chef du mouvement à Gaza, de sa proximité avec les Brigades Al-Qassam, plaidant pour une séparation entre la branche politique et la branche militaire du mouvement. Selon The Guardian, il « rejette toute réconciliation avec Israël. »
Néanmoins, en dépit de sa réputation de fermeté, il adopte lors de son arrivée à la direction du Hamas en 2017 une approche plus pragmatique et tente de négocier avec le gouvernement israélien. Les négociations avec Israël, menées avec la médiation de l’Égypte, ont fait l’objet de progrès importants à partir de 2017 mais sans jamais aboutir à la levée du blocus imposé depuis 2007 par Israël, qui était la revendication principale du Hamas. L'échec des négociations aurait convaincu le Hamas de revenir à sa politique de lutte armée. 
The New York Times révèle certaines de ses conversations avec Yuval Bitton, le médecin de la prison de Beer-Sheva, dans lesquelles il affirme son opposition à la solution à deux États, déclarant : 

« C'est la terre des musulmans, pas la vôtre — je ne peux pas céder cette terre. »

Il entérine cependant, en mai 2017, un programme qui envisage un État palestinien sur la base des frontières de 1967, soit en Cisjordanie et dans la bande de Gaza, se ralliant ainsi à la solution à deux États.
Comme dirigeant du Hamas dans la bande de Gaza, il impulse une stratégie « radicale sur le plan militaire et pragmatique en politique », remarque Leïla Seurat, chercheuse au Centre arabe de recherches et d'études politiques (CAREP). « Il ne prône pas la force pour la force » mais « pour amener (les Israéliens) aux négociations ».

## Publication
- L'Épine et l'Œillet, Alger, Société TASQ, 2004[50]